# Slim Jim Phantom
James McDonnell (21 de março de 1961), mais conhecido como Slim Jim Phantom é o baterista da banda Stray Cats. Juntamente com os companheiros de banda Brian Setzer e Lee Rocker, ele liderou o movimento neo-rockabilly do início dos anos 80. Phantom atualmente toca na banda Kat Men com o guitarrista de Imelda May, Darrel Higham.

## Biografia

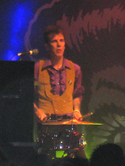
Slim Jim Phantom tocando bateria de duas peças em pé

Nascido no Brooklyn e criado em Massapequa, Nova York, Phantom cresceu ouvindo os discos de jazz de seus pais e começou a tocar bateria aos dez anos de idade. Ele teve aulas com Mousie Alexander, que tocou com Benny Goodman, estudando jazz e trabalhando com livros de Jim Chapin e Ted Reed.
No final dos anos 1970, ele tocava em bandas com seu amigo de infância, o baixista Lee Rocker. Eles logo juntaram forças com o guitarrista Brian Setzer para formar o Stray Cats. Ao se apresentar com os Stray Cats, o Phantom frequentemente evitava a bateria inteira em favor do bumbo, da caixa, do chimbal e do prato de ataque.
Durante o tempo de inatividade da Stray Cats, Phantom tocou swing, rockabilly e jump blues na banda The Swing Cats com Rocker e o ex-guitarrista do Polecats, Danny B. Harvey, bem como no projeto rockabilly e glam rock Phantom, Rocker & Slick com Rocker e Earl Slick, ex-guitarrista de David Bowie. Phantom também tocou com Jerry Lee Lewis.
Mais tarde, ele formou a banda Col. Parker com o ex-guitarrista do Guns N' Roses Gilby Clarke, lançando o álbum "Rock n Roll Music" em 2001.
Mais recentemente, ele esteve envolvido com a banda de roots rock, Slim Jim's Phantom Trio, o supergrupo de rock and roll Dead Men Walking com Kirk Brandon e Mike Peters, e Captain Sensible e supergrupo de rockabilly The Head Cat com Danny B. Harvey e o falecido vocalista e baixista Lemmy.
Ele foi casado com a atriz Britt Ekland de 1984 a 1992 e tem um filho com ela, T.J. (nascido em 1988).